# Герасим (Рац)
Епи́скоп Гера́сим (рум. Episcop Gherasim, венг. Püspök Geraszim, в миру Гавриил Рац, рум. Gavriil Raţ, серб. Гаврил Рац, венг. Rácz Gábriel; 1793, Ройт — 15 августа 1850, Арад) — епископ Карловацкой митрополии (с 1848 года — Карловацкой патриархии), епископ Арадский.

## Биография
Среднее образование получил в Ораде и Тимишоаре. Изучал богословие в Венском университете.
В 1822—1835 годы был профессором нового богословского института в Араде.
Принял священный сан, до 1831 года служил священником и протопопом (благочинным) в Пештеше (Peşteş, Pestessólyomkő), Бихоре. В 1831 годы в Монастыре Раковац был пострижен в монашество с именем Герасим. 2 декабря 1834 года возведён в сан протосинкелла.
3 февраля 1835 года Архиерейским синодов Карловацкой митрополии был избран епископом Арадским. 25 марта того же года в Сремских-Карловцах состоялась его епископская хиротония. 18 апреля того же года в Араде состоялась его интронизация.
Заботился о повышении дисциплины духовенства и повышении уровня Богословского института в Араде. после революции 1848 год трудился вместе с Андреем (Шагуной), добиваясь отделения румынских епархий в Трансильвании от сербской Карловацкой митрополии. Добиться этого удалось Андрею Шагуне только в 1864 году.
Скончался 15 августа 1850 года в Араде. Похоронен в Монастыре Симеона Столпника в Арад-Гае близ Арада, задубжине епископа Синесия (Живановича).